# لوکاس اوربان
لوکاس اوربان (انگلیسی: Lucas Orbán؛ زادهٔ ۳ فوریهٔ ۱۹۸۹) بازیکن فوتبال اهل آرژانتین است.
از باشگاه‌هایی که در آن بازی کرده‌است می‌توان به باشگاه فوتبال ریور پلاته، باشگاه فوتبال اتلتیکو تیگره، باشگاه فوتبال بوکا جونیورز، باشگاه فوتبال لوانته، باشگاه فوتبال بوردو، و باشگاه فوتبال والنسیا اشاره کرد.
وی همچنین در تیم ملی فوتبال آرژانتین بازی کرده‌است.